# Humor seco
El humor seco, humor inexpresivo o deadpan en inglés, es una forma de humor en que este es presentado sin variación de emociones o lenguaje corporal, comúnmente como una forma de expresión cómica para contrastar con la ridiculez o el absurdo del tema. Esta forma puede ser directa, irónica, lacónica o aparentemente involuntaria.

## Origen
En 1656, Fleury de Bellingen escribió que la expresión Pince-sans-rire (‘humor inexpresivo’) se originó en un antiguo juego de mesa llamado Je vous pincer sans rire.
En inglés, el término deadpan surgió por primera vez como un adjetivo o adverbio en la década de 1920, como una palabra compuesta que combinaba dead (‘muerto’) y pan (un término del slang para la ‘cara’). El uso más antiguo registrado por el Oxford English Dictionary proviene de The New York Times (1928), que define el término como «desempeñar un papel con rostro inexpresivo». El uso de la expresión deadpan como verbo («hablar, actuar o pronunciar de una manera inexpresiva; mantener una expresión inexpresiva») se registra al menos desde 1942.

## Ejemplos

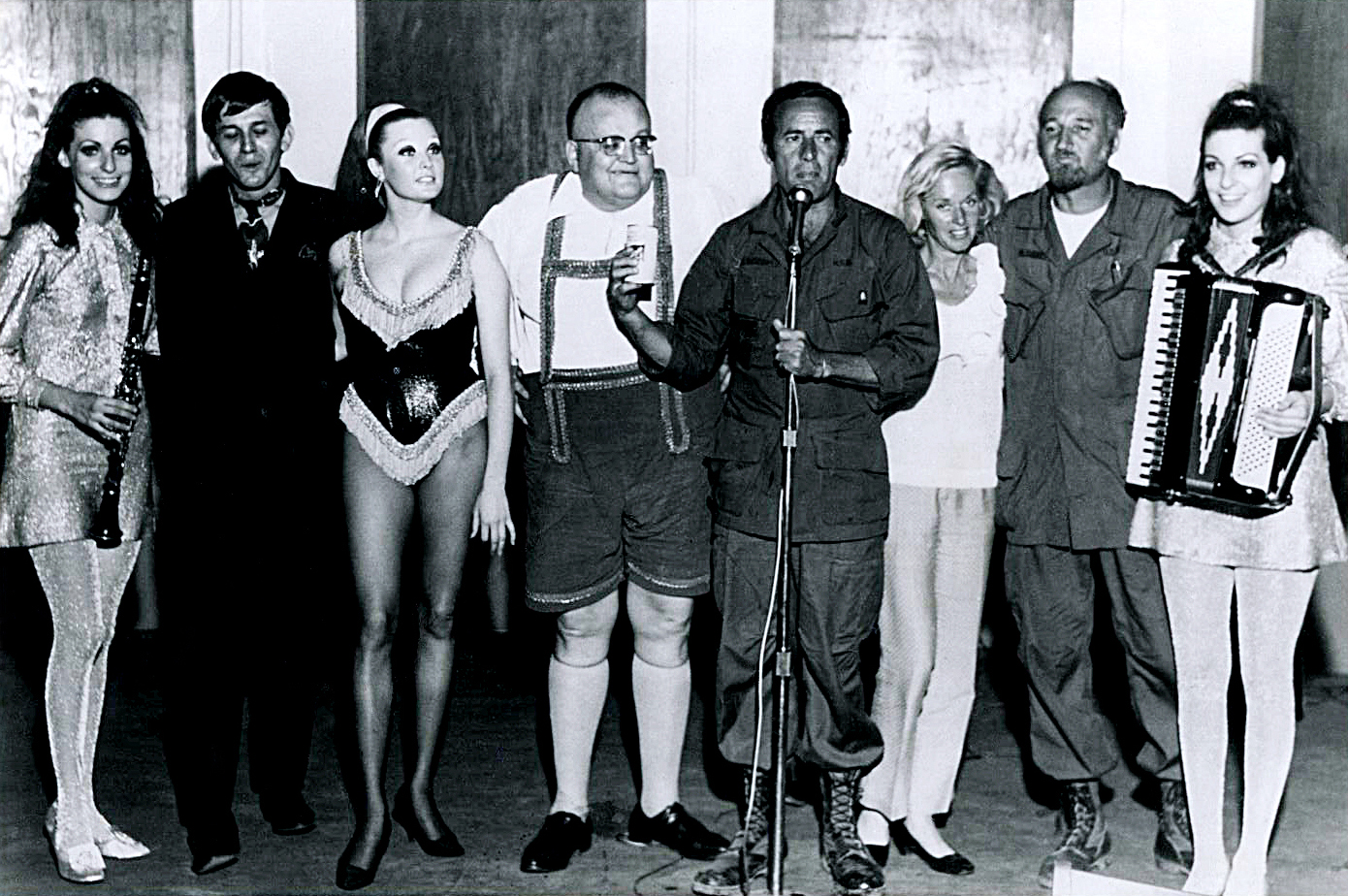
El comediante del Rat Pack Joey Bishop, conocido por su estilo inexpresivo, con Jennie y Terrie Frankel (Doublemint Twins), Sig Sakowicz, Tony Diamond, Sara Sue, Tippi Hedren y Mel Bishop.

Al principio de sus días de vodevil, Buster Keaton desarrolló su expresión inexpresiva. Keaton se dio cuenta de que el público respondía mejor a su expresión pétrea que cuando sonreía, y llevó este estilo a su carrera en el cine mudo. El cortometraje de Vitaphone de 1928 The Beau Brummels, con los cómicos de vodevil Al Shaw y Sam Lee, se realizó completamente en inexpresividad. La película de 1980 Airplane! se realizó casi en su totalidad en modo deadpan.
La expresión deadpan también está presente en el humor británico. John Cleese como Basil Fawlty en Fawlty Towers y Rowan Atkinson como Edmund Blackadder en Blackadder son dos notables exponentes del ingenio seco y sarcástico de las comedias de televisión. La compañía de comedia Monty Python lo incluye en su trabajo, como el sketch The Ministry of Silly Walks. En sus diversos papeles, Ricky Gervais a menudo saca humor de un suspiro exasperado. Por su expresión inexpresiva, Peter Sellers recibió un BAFTA al Mejor Actor por I'm All Right Jack (1959). Mientras que en sus diversas apariencias, como Ali G y Borat, el comediante Sacha Baron Cohen interactúa con sujetos desprevenidos sin darse cuenta de que han sido preparados para burlarse de sí mismos; sobre esto, The Observer afirma que «su carrera se ha construido sobre la base de poner nerviosos a la gente, mientras mantiene una cara inexpresiva». La integrante de Spice Girls, Victoria Beckham, es conocida por su ingenio seco.
El humor seco se confunde a menudo con humor para intelectuales (o egghead, en inglés), porque el humor en el humor seco no existe en las palabras o el modo. En cambio, el oyente debe buscar humor en la contradicción entre palabras, expresión y contexto. Si no se incluye el contexto o no se identifica la contradicción, el oyente no encuentra gracioso el humor seco. Sin embargo, el término «inexpresivo» en sí mismo en realidad se refiere sólo al modo.